# Toni Storaro

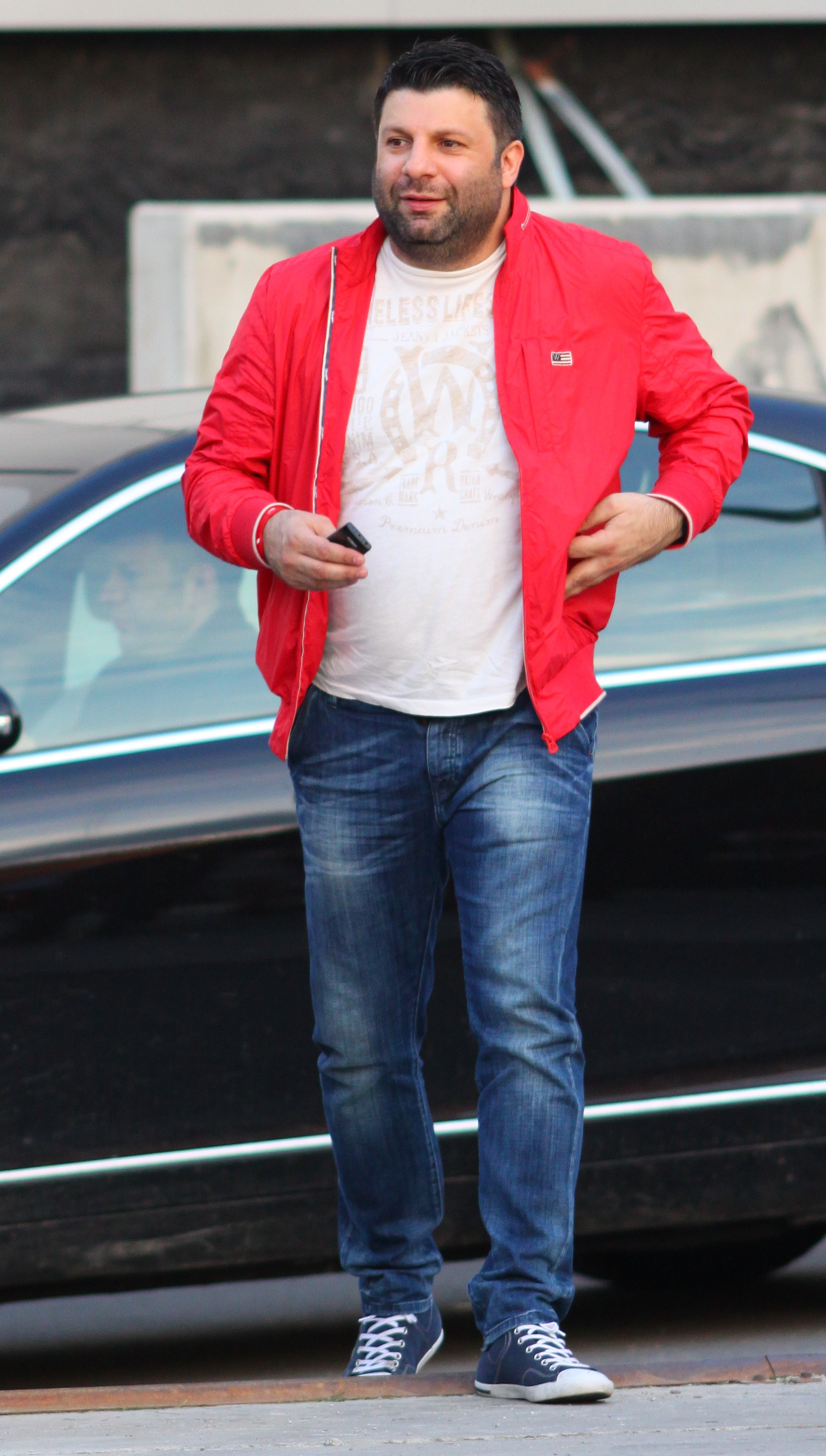
Toni Storaro, 2012

Tunçer Fikret Ali (* 2. August 1976 in Schumen), bekannt unter seinem Künstlernamen Toni Storaro, ist ein bulgarischer Popfolk-Sänger türkischer Herkunft.

## Leben und Karriere
Seine Söhne sind Fiki und Emrah Storaro, die ebenfalls erfolgreich als Sänger tätig sind.
Seine Musikkarriere begann im Jahr 2000 mit dem Debüt-Album Минижуп. Er machte im Laufe der Jahre mit Singles wie Милионерче, Dve, Tri, Chetiri oder Шефката auf sich aufmerksam.
Außerhalb Bulgariens hat er bereits mit türkischen Künstlern wie Cengiz Kurtoğlu oder Hüsnü Şenlendirici zusammengearbeitet. Er hat zudem mehrere türkische und griechische Songs in bulgarischer Sprache gecovert, unter anderem von Sängern wie Özgün, Yalın, Alişan, Kenan Doğulu, Thanos Petrelis oder Nikos Vertis.

## Diskografie

### Alben
- 2000: Минижуп
- 2001: Нема Пари
- 2003: Карай да върви
- 2004: Битмейен Ашк
- 2005: За една жена
- 2006: Теб Обичам
- 2007: Балканско сърце
- 2009: Тони Стораро
- 2014: Живея само за тебе

### Live-Alben
- 2002: Live Party
- 2017: Greek Live 2017 I Zoi Mou

### Kompilationen
- 2008: Best Vol. 1
- 2010: 60 Hits Collection.mp3

### Kollaboration
- 2001: Имам Само Теб (mit Desi)

### EPs
- 2010: Така Ме Запомни

### Singles (Auswahl)
| - 2005: За една жена - 2005: Грешница (Original: Yalın – Zalim) - 2006: Грешни Бяхме (Original: Alişan – İkimize Birden) - 2007: Ангел с дяволска душа (Original: Özgün – Şeytan) - 2008: Dve, Tri, Chetiri (Original: Thanos Petrelis – Adiorthoti) - 2010: Милионерче - 2010: Да го правим тримата (mit Azis) - 2012: Секс Фактор (mit Ork. Trymax ; Original: Özgün – İstiklal) - 2012: Ако една звезда си (Original: Nikos Vertis – An Eisai Ena Asteri) - 2013: Kazhi mi kato mazh (mit Fiki) - 2014: Колко сме пили (mit Azis) - 2014: Повече не питай (mit Preslawa) - 2014: Любов (mit Sofi Marinowa) | - 2014: Докторе (Original: Kenan Doğulu – Doktor) - 2014: Приятели (mit Zafeiris Melas ; Original: Adem Gümüşkaya – Kış Masalı) - 2015: Искам да ме чувстваш (Original: Nikos Vertis – Thelo Na Me Nioseis) - 2017: Моята жена (mit Fiki & Ustata ; Original: Super Sako & Hayko – Mi Gna) - 2018: Шефката (mit Galena) - 2018: Старата ти снимка / Duvardaki Resim (mit Cengiz Kurtoğlu) - 2019: На твое място (mit Emrah Storaro) - 2019: Koma (mit Konstantin) - 2020: В сезона на греха (mit Marija) - 2021: Ta filia sou einai fotia / Sensiz Kör Olurum (mit Hüsnü Şenlendirici) - 2023: Espanola Baby (mit Emrah Storaro & Fiki & Niki) - 2023: Две Лъжи (mit Sofi Marinowa) |

Quelle: